# Assumpció Puig i Hors
Assumpció Puig i Hors (Girona, 1954) és una arquitecta catalana formada a Barcelona, que treballa des de l'any 1982 en projectes i direccions d'obra d'edificació, d'espais públics i d'urbanització en nuclis històrics. En els darrers anys ha intensificat el seu treball tant per enfortir i difondre la professió dels arquitectes, com el lideratge femení. La seva tasca en difondre l’arquitectura s'ha intensificat explicant com l'arquitectura i la renovació urbana, contribueix a la millora de la qualitat de vida i la millora social.
Degana del Col·legi d'Arquitectes de Catalunya periode 2018-2022, presidenta de la Comissió de Relacions Institucionals de l'Associació Intercol·legial de Col·legis Professionals de Catalunya periode 2018-2022 .

## Trajectòria professional
Del 1973 al 1979 va estudiar Arquitectura a l'Escola Tècnica Superior d'Arquitectura de Barcelona (ETSAB) on es va titular com arquitecta el 1979. Després d'haver treballat amb Arcadi Pla, l'any 1983 funda a Girona el despatx d'arquitectura d'Assumpció Puig, on ha desenvolupat una pràctica professional diversa, tant per a les administracions com per al sector privat, realitzant projectes d'equipaments escolars, esportius, penitenciaris i culturals, així com espais públics i edificis d'habitatges, tant d'obra nova com de rehabilitació.
En l'àmbit institucional, va ser secretària de la Demarcació de Girona del Col·legi d'Arquitectes de Catalunya (COAC) del 1984 al 1986, any en què va entrar a la Taula de col·laboració del COAC amb l'Ordre des Architectes de Llenguadoc- Rosselló, i l'Ordre des Architectes de Migdia-Pyrennées. Entre 1987 i 1988 és membre del Consell Directiu de la Germandat Nacional d'Arquitectes en el càrrec de Contador, i el 1994 de la Taula preparatòria del II Congrés d'Arquitectes de Catalunya.
Del 2008 al 2010 fou assessora de la Junta de Govern del COAC, i del 2010 al 2018 membre de la Junta de Govern del COAC en el càrrec de secretària. Entre 2018 i 2022 fou degana del Col·legi d'Arquitectes de Catalunya, esdevenint la primera dona en aquest càrrec. Va deixar el càrrec el 2022 per presentar-se a les eleccions municipals de 2023 com a candidata a l'alcaldia de Girona, amb Junts per Catalunya.
Ha defensat sempre la funció social i cultural de l'arquitectura com a disciplina que vetlla pel benestar de les persones. Durant el seu mandat com a degana, el COAC ha rebut el Premi Nacional de Cultura (el 2019) i ha estat distingit amb la Creu de Sant Jordi (2021). També ha impulsat, al capdavant de la institució, la candidatura de Barcelona com a seu del Congrés de la Unió Internacional d'Arquitectes (UIA) i Capital Mundial de l'Arquitectura el 2026.
El 2022 va fer pública la seva candidatura a l'Alcadia de Girona amb Junts per Catalunya, tot i que mesos després se'n va desdir, arran de les disputes internes del partit.